# 그레이스톤 홀트

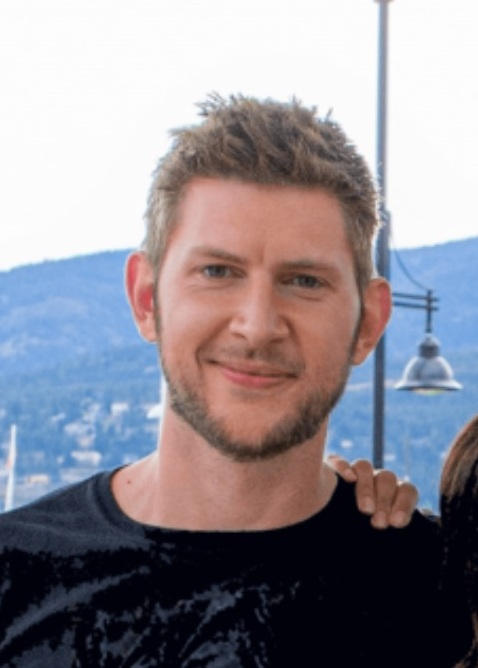

그레이스톤 홀트(Greyston Holt, 1985년 9월 30일 ~ )는 캐나다의 배우이다.
캘거리에서 태어났다.

## 출연 작품
- 씨 노 이블 2 (2014년)=
- 론섬 도브 처치 (2014년) - 아이삭 역
- 쉬 메이드 뎀 두 잇 (2013년)
- 세븐 데들리 신스 (2010년)
- 페이커스 (2010년)
- 슬랩 샷 3 (2008년)
- 로스트 보이 2 : 더 트라이브 (2008년)
- 서배티컬 (2007년)
- 킬러 배쉬 (2005년)
- 알카트라즈

### 텔레비전
- 비튼 (2014-16)
- 더럼 카운티 3